# Sociedad Japonesa de Historia de España

La Sociedad Japonesa de Historia de España (スペインの歴史学会 Supein no Rekishi Gakkai?) es un organismo que se fundó en el mes de noviembre de 1979, con el fin de contribuir al desarrollo de la investigación en Japón sobre la historia de España. Por vinculación histórica, el primer encuentro de Japón con España tuvo lugar el 15 de agosto de 1549 con la llegada al sur de Japón del misionero jesuita Francisco Javier y otros dos españoles más, uno de ellos un gran lingüista, Juan Fernández; Javier murió en 1552, pero ya en 1592 se publicó una versión japonesa abreviada de la Introducción al Símbolo de la Fe de fray Luis de Granada y luego en 1599 otra abreviada también de la Guía de pecadores del mismo autor; los progresos de la religión occidental alarmaron a los daimios locales y empezó a gestarse la expulsión. Juan Fernández se dedicó durante 18 años a aprender bien el japonés y, según Marcelino Menéndez y Pelayo, editó un Dictionarium Japonicum duplex que se ha perdido. 
En 1630, en Manila, se publicó un monumental Vocabvlario de lapón declarado primero en portvgves con treinta mil palabras que explica hasta los términos budistas y los tecnicismos de la literatura japonesa. Se publicó en Filipinas porque desde fines del siglo XVI arreciaban las persecuciones contra el Cristianismo hasta que en 1613 se prohibió oficialmente en toda la isla y se inició un período de ruptura que se agravó en 1639 con el inicio del aislamiento del país: a la expulsión de los extranjeros se unió la prohibición a los propios japoneses de ir más allá de sus fronteras. Algunas palabras del español pasaron, sin embargo, al idioma japonés, muy parecido fonéticamente: pan y jabón, por ejemplo. 
Otro diccionario importante fue el del dominico Diego Collado, que pasó tres años en Japón y en 1632 publicó en Roma su Dictionarium sive Thesauri Iaponicae Compendivm; también escribió una Ars Grammaticae Iaponicae Linguae (1632). También los objetivos principales de la Sociedad son la defensa y promoción del estudio de la lengua y de la literatura española y la investigación del resto de las lenguas, literaturas y civilizaciones de la península ibérica, como también el estudio sobre el imperio español en general y sobre todo el estudio del imperio español en Asia y Oceanía. Actualmente Japón cuenta también con la Asociación Japonesa de Hispanistas desde 1955, cuyo objetivo principal es promover la cultura hispana en Japón.